# Solanum lyratum
Solanum lyratum är en potatisväxtart som beskrevs av Carl Peter Thunberg. Solanum lyratum ingår i släktet skattor som ingår i familjen potatisväxter. Inga underarter finns listade i Catalogue of Life.

## Bildgalleri

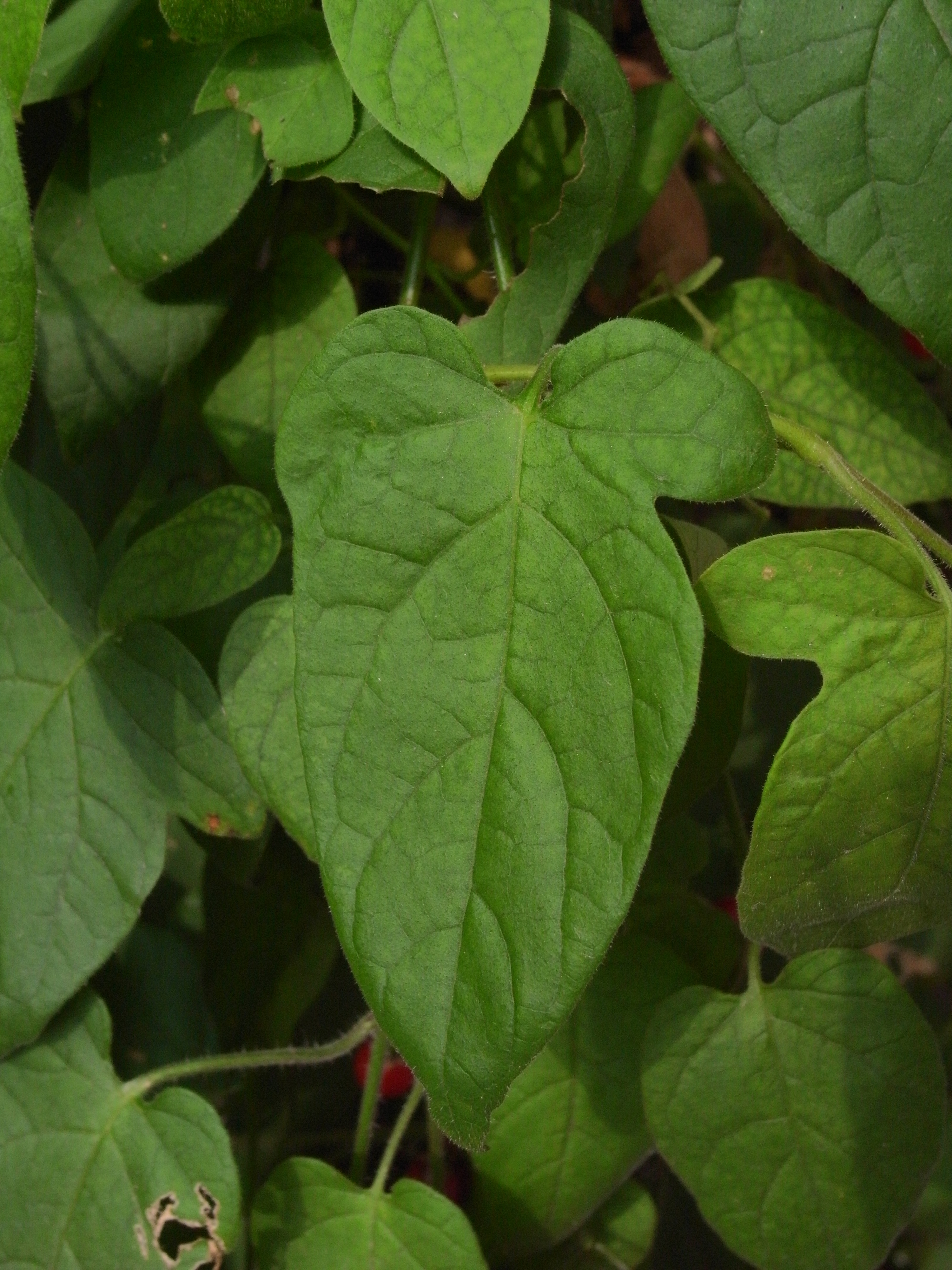
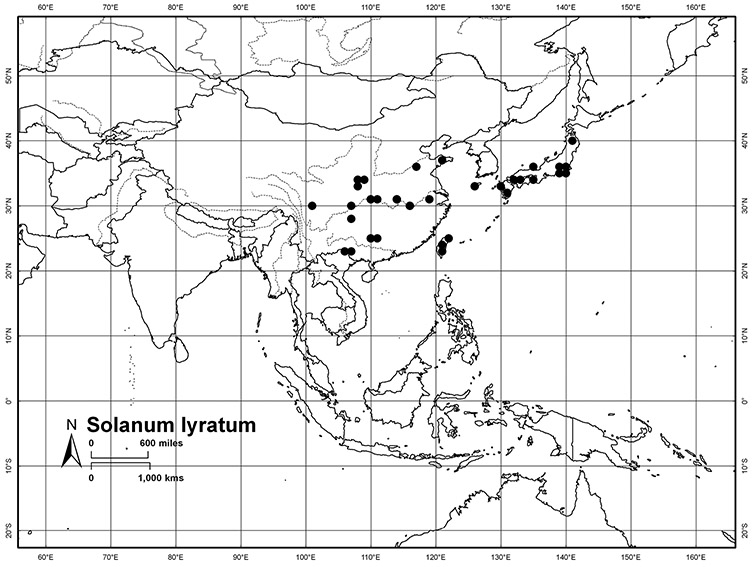
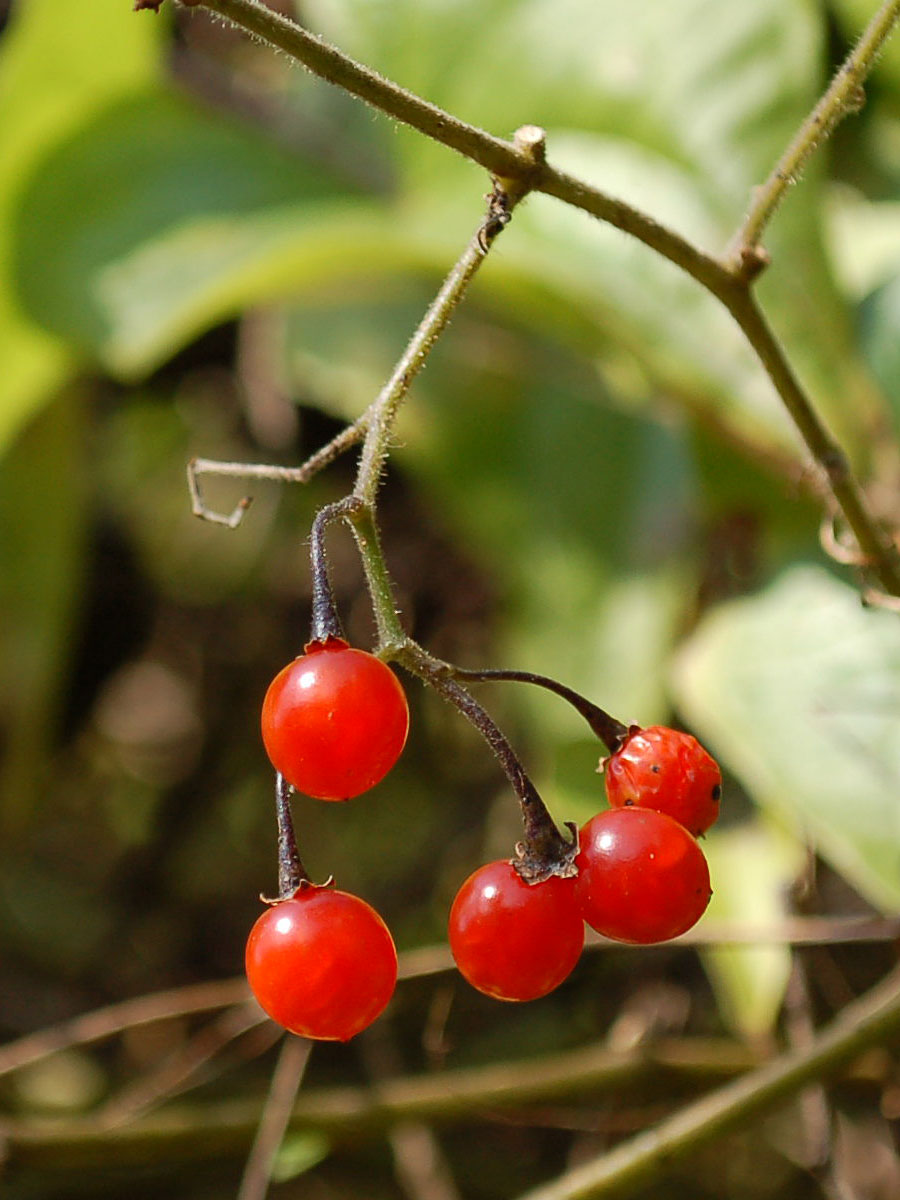